# Dasyhelea trifasciata
Dasyhelea trifasciata är en tvåvingeart som beskrevs av Jean-Jacques Kieffer 1918. Dasyhelea trifasciata ingår i släktet Dasyhelea och familjen svidknott.
Artens utbredningsområde är Turkiet. Inga underarter finns listade i Catalogue of Life.